# Storön (naturreservat, Leksands kommun)
Storön är ett naturreservat som omfattar delar av ön med detta namn i Byrviken (en sydlig vik av Siljan) i Leksands kommun i Dalarnas län.
Området är naturskyddat sedan 1997 och är 37 hektar stort. Reservatet består av odlingsmark, ängs- och hagmark, gammelskog och strandkärr.